# Tympanis columnaris
Tympanis columnaris är en svampart som tillhör divisionen sporsäcksvampar, och som beskrevs av Höhn.. Tympanis columnaris ingår i släktet tuvskålar, och familjen Helotiaceae. Arten är reproducerande i Sverige.